# 13474 В'юс
13474 В'юс (13474 Vʹyus) — астероїд головного поясу, відкритий 29 серпня 1973 року.
Тіссеранів параметр щодо Юпітера — 3,330.